# A-2 (Bosnië en Herzegovina)
De A-2, voluit Autocesta 2 in het Bosnisch of Autoput 2 in het Servisch, is een geplande autosnelweg in Bosnië en Herzegovina, die door zowel de Federatie van Bosnië en Herzegovina als de Servische Republiek zal lopen. De weg zal van de Kroatische grens bij Orašje via Brčko naar Tuzla lopen. In Kroatië zal de weg als D55 verder lopen naar Županja. Zo zal de A-2 een alternatief gaan vormen voor de nationale weg M-1.8.